# Associação Ferroviária de Esportes (Frauenfußball)
Die Frauenfußballabteilung des Sportvereins Associação Ferroviária de Esportes, auch Ferroviária/Fundesport genannt, ist aktuell eines der Erstligateams in Brasilien. Die Spielerinnen des Clubs werden „Guerreiras grenás“ genannt.

## Geschichte
Die Sportgemeinschaft der Eisenbahner (port. Ferroviária) aus Araraquara gehört zu den Pionieren des vereinsmäßig organisierten Frauenfußballs in Brasilien. Bereits in den 1980er Jahren hatte der Club eine Frauenmannschaft aufgestellt, mit der er 1987 das Finale der ersten ausgespielten Frauenstaatsmeisterschaft von São Paulo erreichte, in dem er allerdings dem Team von CA Juventus unterlegen war. Mit der darauf erfolgten mehrjährigen Einstellung des Meisterschaftswettbewerbs wurde auch das Frauenteam von Ferroviária wieder aufgelöst.
Unterstützt durch das finanzielle Sponsoring des Einzelhandelsunternehmens Pão de Açúcar konnte die kommunale Sportförderungsstiftung Fundação de Amparo ao Esporte do Município de Araraquara (Fundesport) 2001 ein neues Frauenfußballteam unter dem Namen Extra/Fundesport gründen, welches bis 2006 drei Staatsmeisterschaften gewinnen konnte. 2007 wurden die von Pão de Açúcar gehaltenen Anteile am Team schließlich vom Ferroviária-Verein übernommen, der es seither in weiterer Kooperation mit der Fundesport als eigene Vereinssektion führt. Zu den bekannten Vereinsaktiven dieser Zeit zählte die Nationalspielerin Andréia Rosa, die hier von 2001 bis 2012 spielte und seit 2013 bei Avaldsnes IL in Norwegen unter Vertrag steht. In den Jahren 2013 bis 2015 erlebte das Team eine sportliche Erfolgsphase mit einem vierten Staatsmeistertitel, dem Gewinn des brasilianischen Doubles und der Copa Libertadores Femenina. Prägende Spielerinnen dieser Zeit waren unter anderem Spielführerin Daiane Rodrigues, Nenê, Géssica, Rafinha und Raquel Fernandes.
In der Spielzeit 2019 kehrte Ferroviária mit dem unerwarteten Gewinn seines zweiten Meistertitels an die Spitze des brasilianischen Fußballs zurück. Nachdem das von Tatiele Silveira trainierte Team die reguläre Spielphase mit einem minimalistischen Spielstil gerade noch in der oberen Tabellenhälfte abschließen konnte, marschierte es durch die K.-o.-Phase dank einer effizient arbeitenden Defensive und Treffsicherheit vom Elfmeterpunkt. Alle Stationen der Finalrunde konnte die Mannschaft nur durch das Elfmeterschießen für sich entscheiden, einschließlich das Finale gegen die als haushoch überlegen eingeschätzten Titelverteidigerinnen vom SC Corinthians, die die reguläre Saison bis dahin in allen Belangen dominiert hatten. Doch auch diese konnte Ferroviária im letzten Finalspiel am 29. September 2019 im Estádio Alfredo Schürig ins entscheidende Elfmeterschießen zwingen und mit 4:2 besiegen. Erstmals überhaupt wurde damit ein nationaler Meistertitel des brasilianischen Fußballsports von einem Team gewonnen, das von einer Frau trainiert wurde.
Nach einem 2:1-Finalsieg über den kolumbianischen Club América de Cali am 21. März 2021 im Estadio José Amalfitani zu Buenos Aires gewann Ferroviária zum zweiten Mal die Copa Libertadores. Die siegbringenden Tore erzielten Patrícia Sochor und Aline Milne.

## Erfolge
International:
| CONMEBOL Copa Libertadores Feminino | (2×): | 2015, 2020 |

National:
| Brasilianische Meisterschaft      | (2×): | 2014, 2019       |
| Brasilianischer Pokal             | (1×): | 2014             |
| Staatsmeisterschaft von São Paulo | (3×): | 2004, 2005, 2013 |
| Staatspokal von São Paulo         | (1×): | 2023             |
| Meisterschaft der LINAF           | (1×): | 2000             |

Nachwuchs:
| U15-Staatsmeisterschaft von São Paulo | (1×): | 2022       |
| U20-Staatsmeisterschaft von São Paulo | (2×): | 2022, 2023 |

## Torschützenköniginnen
| Copa Libertadores 2019: Nathane Cadorini (9 Tore) | 0 | Brasilianische Meisterschaft 2014: Raquel Fernandes (17 Tore) | 0 | Copa do Brasil 2014: Nenê (9 Tore) 2014: Ludmila (9 Tore) | 0 | Staatsmeisterschaft von São Paulo 2013: Raquel Fernandes (22 Tore) 2017: Tábatha (17 Tore) |

## Trainerhistorie
(unvollständig)
| Name des Trainers    | Zeitraum  | Bemerkung                                                                             |
| -------------------- | --------- | ------------------------------------------------------------------------------------- |
| Douglas Onça         | 2011–2015 | Brasilianische Meisterschaft 2014 Brasilianischer Pokal 2014 Staatsmeisterschaft 2013 |
| Leonardo Mendes      | 2015      | Copa Libertadores 2015                                                                |
| João Batista         | 2016      |                                                                                       |
| Michele Kanitz       | 2016–2017 |                                                                                       |
| Anderson de Oliveira | 2017      |                                                                                       |
| Celso Boffa          | 2017–2018 |                                                                                       |
| Tatiele Silveira     | 2019–2020 | Brasilianische Meisterschaft 2019                                                     |
| Lindsay Teles        | 2020–2021 | Copa Libertadores 2020                                                                |
| Roberta Batista      | 2021–2022 |                                                                                       |
| Jéssica Lima         | seit 2022 | Staatspokal 2023                                                                      |